# Conchita Carrillo
Conchita Carrillo (Quinto, 7 de febrero de 1928-Zaragoza, 29 de febrero de 2012) fue una locutora de radio española que destacó por su desempeño radiofónico y por su labor en la difusión de la jota aragonesa. 

## Trayectoria
Hija de Fernando y Josefina, vivió sus primeros años en el antiguo cuartel de la guardia civil de Quinto, que estaba situado en la calle que hoy lleva su nombre y donde su padre fue destinado un año antes de su nacimiento. Desde pequeña dio pasos para dedicarse al teatro y a la radio. Desplegaba su imaginación usando pelucas, sombreros, peinando a las muñecas y haciendo que hablaran a través de “misas dialogadas”. Se quedaba hasta altas horas de la madrugada escuchando música y las noticias de la guerra en la radio.
Desarrolló su carrera profesional en Radio Zaragoza, donde coincidió con numerosos profesionales del medio radiofónico y se convirtió en una de las voces más cercanas para los oyentes aragoneses. Formó parte del equipo del programa taurino "Toriles" y condujo "Despierta, Aragón", en el que participaban los oyentes. Fue integrante del equipo de Estudio 7 y presentó Radio Aragón, con corresponsales en Aragón, La Rioja y Navarra. Ejerció como presentadora en el acto celebrado en el Actur con ocasión de la visita de Juan Pablo II a Zaragoza en el año 1984. Su nombre ha estado vinculado a la jota aragonesa, con especial mención al festival «Demetrio Galán Bergua» de Radio Zaragoza.

## Reconocimientos
Recibió numerosos reconocimientos, como la Medalla al mérito profesional del Gobierno de Aragón, la Medalla de Oro de Santa Isabel de Portugal, Jotera de Honor de la Diputación Provincial de Teruel, Primer Cachirulo de Oro de Teruel y también de la Peña Cuna del Cachirulo de Calatayud. También fue distinguida, durante su jubilación, con el premio "Dar vida a los años" (2003) del Ayuntamiento de Zaragoza, y con el Premio ONCE Aragón (2005) por su apoyo a favor de la integración de personas con discapacidad en Aragón.
Fue Presidenta de Honor de la Asociación Cultural de Costumbres Aragonesas, Madrina de Honor del Grupo Folclórico Semblante Aragonés y miembro de la Orden Amysetier Internacional. En 1994, el Ayuntamiento de Zaragoza le dedicó una calle en el barrio de San José.